# Tõstamaa (rijeka)
Tõstamaa (njem. Testama) je mala rijeka koja se nalazi u jugozapadnom dijelu Estonije u okrugu Pärnumaa. Ona istječe iz jezera Ermistu i ulijeva se u zaljev Värati.
Tõstamaa je duga 3,8 km, a porječje obuhvaća 41,7 kvadratnih kilometara.

## Vanjske poveznice
- Slike rijeke Tõstamae  Arhivirana inačica izvorne stranice od 27. rujna 2007. (Wayback Machine)